# Карпцов, Иоганн Бенедикт (1639—1699)
Иоганн Бенедикт Карпцов (также Иоганн Бенедикт Карпцов II, нем. Johann Benedict Carpzov, 1639—1699) — немецкий лютеранский теолог и филолог, профессор и многократный ректор Лейпцигского университета; один из наиболее известных оппонентов пиетизма.

## Биография
Карпцов был старшим сыном лейпцигского теолога и пастора церкви св. Фомы Иоганна Бенедикта Карпцова и Елизаветы Вурфпфенниг. Получив всеобъемлющее домашнее образование, он экстерном закончил школу св. Фомы и в 1654 году в тринадцатилетнем возрасте был записан в студенты Лейпцигского университета, посещая лекции Андреаса Ривинуса по поэтике, Фридриха Раппольта по диалектике, Кристиана Фридриха Франкенштейна по истории, Якоба Томазия по моральной философии и Филиппа Мюллера по математике; при этом уже в том же году Карпцов смог приобрести степень бакалавра свободных искусств. В 1655 году он продолжил обучение в университете Йены, слушая лекции Кристиана Хемница, Иоганна Фришмута и Иоганна Андреаса Бозе и участвуя в филологических и гебраистических диспутах.
В 1657—1658 годах Карпцов изучал теологию в Страсбурге, считавшемся тогда оплотом лютеранской ортодоксии; среди его учителей значимы, прежде всего, Иоганн Конрад Даннхауэр, известный своими библейско-герменевтическими трудами, Себастиан Шмидт — один из зачинателей библейской теологии, и историк Иоганн Генрих Бёклер. В 1658 году Карпцов предпринял образовательное путешествие, посетив виднейших лютеранских и реформистких теологов-гебраистов своего времени: Тобиаса Вагнера в Тюбингене, Мартина Цайлера в Ульме, Иоганна Генриха Урсинуса в Регенсбурге, Иоганна Михаеэля Дильхера в Нюрнберге, Теодориха Хакшпана в Альтдорфе и Иоганна Генриха Хоттингера в Гейдельберге; во Франкфукте-на-Майне он присутствовал на коронационных торжествах императора Леопольда. Приняв участие в заключительном диспуте в Страсбурге, он отправился в Базель к известному гебраисту Иоганну Буксторфу-младшему.
Вернувшись в Лейпциг, в январе 1659 года Карпцов получил научную степень магистра на философском факультете и в следующем году читал лекции по древнееврейскому языку. В то же самое время он продолжил обучение на теологическом факультете у в свое время известных Иоганна Хюльземана, Иеронима Кромайера, Мартина Гайера и Иоганна Адама Шерцлера. В 1662 году Карпцов получил место субботнего проповедника в городской церкви св. Николая и в следующем году — степень бакалавра теологии. Вместе с тем в 1665 году он перенял кафедру этики на философском факультете. В 1668 году ему удалось добиться степени лиценциата по теологии и перенять кафедру гебраистики; в своих лекциях он ориентировался на работы Иоганна Буксторфа-младшего, признавая его лучшим истолкователем библейских текстов. Десять лет спустя, в 1678 году Карпцов получил также степень доктора теологии и ещё год спустя — пост ректора Лейпцигского университета (повторно — в зимние семестры 1691/1692 и 1697/1698 годов), а также пастора церкви св. Фомы. Наконец, в 1697 году он занял место скончавшегося Валентина Альберти в качестве наставника саксонских и польских стипендиатов, асессора духовной консистории как директор книжной комиссии, каноника мейсенского соборного капитула и университетского децемвира.
Заболев гриппом с тяжёлыми осложнениями, Иоганн Бенедикт Карпцов скончался 23 марта 1699 года и был похоронен в церкви св. Фомы.

## Идейное наследие и борьба с пиетизмом
Карпцов, воспринимавший себя в качестве защитника истинного основанного на Формуле согласия лютеранского вероучения, на протяжении всей своей университетской карьеры интересовался, прежде всего, проблемами ветхозаветной экзегезы и гомилетики с особым уклоном в гебраистику. Так, он регулярно читал лекции о Талмуде и в целом по theologia judaica, и с 1684 по 1693 годы воплотил целый цикл лекций о «ветхозаветном евангелисте» Исайе. Интерес в этом свете представляет критическое высказывание Августа Германа Франке — одного из студентов и затем оппонента Карпцова — о недостаточном внимании лейпцигских профессоров к практике истолкования библейских текстов. Вероятно, это противоречие объясняется не столько желанием Франке по-новому структурировать изучение теологии, обратившись к новозаветным текстам, и указывая при этом на преимущества собственного метода, но ещё более — стремлением подчеркнуть индивидуальную морально-назидательную пользу изучения Библии. Однако именно этот аспект был для ортодоксальных теологов вроде Карпцова абсолютно неприемлемым: «Эти люди, которые только говорят о благочестии и набожности, и мало либо совсем не заботятся о вероучении, совершенно не сознают, что есть благочестие и набожность».
Фактически, при непосредственном участии Карпцова Лейпцигский университет превратился во второй половине XVII века в один из центров «гебраистическо-талмудистской учёности»; также и поддержанное Карпцовым основание академического семинара collegium philobiblicum в 1686 году свидетельствует, скорее, об интересе к экзегетической теме. Публикация комментариев к ветхозаветным и раввинистическим текстам, среди прочего, комментариев его страсбургского учителя Себастьяна Шмидта к Мишне, трактата De Ieiuniis Маймонида с латинским переводом, Pugio Fidei Рамона Марти или Horae Hebraicae et Talmudicae Джона Лайтфута принесла Карпцову известность далеко за пределами Лейпцига и была одной из причин его сотрудничества с Acta eruditorum. Современники особо отмечали также ораторский дар Карпцова как проповедника, называя его «лейпцигским Златоустом». Вместе с тем следует заметить, что критическая текстология, составлявшая основу методического подхода Карпцова, к его времени и, особенно, начиная с 1700 года всё более уступала место радикальной исторической критике Библии.
Несмотря на то, что Карпцов, как и большинство теологов его времени, изначально симпатизировал усилиям Шпенера и Франке по организации собраний для чтения Библии (так называемых collegia pietatis) и даже одно время рекомендовал их посещение, начиная с 1687 года он, в качестве представителя городской церковной администрации, решительно выступал против стремительно набиравшего популярность и всё более радикализировавшегося пиетистского понимания веры. Кружки, предлагавшие обсуждение библейских текстов на немецком языке и открытые для всех желающих, быстро вышли за пределы университета, привлекая многочисленную простонародную и даже женскую публику. Столкнувшись с потерей интереса горожан к посещению церковных проповедей и враждебностью собственных студентов к научному изучению Библии, лейпцигский теологический факультет попытался защитить свои позиции, объявив пиетизм вводящим в заблуждение учением. Острая форма конфликта, выразившаяся в открытых взаимных обвинениях после смерти последователя Франке студента Мартина Борна и ещё более драматично — в так называемых «пиетистких волнениях», потребовала даже правительственного вмешательства: специальные слушания в Дрездене летом 1689 года установили нарушение общественного порядка; как следствие, курфюршеский эдикт от 10 марта 1690 года запрещал всякие пиетистские собрания. В итоге, значительная часть пиетистов во главе с Франке покинула Лейпциг, также и Шпенер, потерявший доверие двора, год спустя занял место пробста в Берлине. Кроме того, под удар попал коллега Карпцова Христиан Томазий, вставший на защиту Франке; вовлечённость Томазия в этот конфликт была одной из причин его «изгнания» из Саксонии.
Хотя работы по гомилетике и опубликованные проповеди Карпцова пользовались значительной популярностью и служили целям обучения студентов-теологов вплоть до середины XVIII века, впоследствии возобладала резко негативная оценка его деятельности, базирующаяся на суждениях его оппонентов. В пылу публицистической борьбы фигура Карпцова, как одного из наиболее ярких представителей поздней лютеранской ортодоксии, превратилась в однозначно реакционного и ограниченного в своих суждениях противника пиетизма и позднее — всей эпохи Просвещения: особая роль здесь принадлежит программному труду Готфрида Арнольда «Unparteische Kirchen— und Ketzerhistorie» (1699). В этом смысле типична оценка, данная в 1909 году Отто Кирном в его истории лейпцигского теологического факультета, что Карпцов «как профессиональный гебраист был непредвзят и заслужен, в то время как церковный деятель в отношении пиетистов он был мелочен и несправедлив вплоть до мании преследования». Осторожная ревизия сложившейся картины началась с работы Ганса Лойбе 1924 года, подчеркнувшего реформистский характер воззрений Карпцова; ему следует ряд новейших исследований, в частности, Детлефа Дёринга и Иоганна Вальмана, констатировавшего, что «восходящее к Готфриду Арнольду представление о мёртвой, чуждой жизни ортодоксии можно рассматривать как отжившее и окончательно устаревшее».

### Избранные сочинения
- Davids Danck= und Lob= Opfer / so er nach überstandener plage der Pestilenz GOTT geopfert / aus I. Paral.XXII,25.26.27. und 2.Sam.XXIV,25. an dem im ganzen Chur=Fürstenthum Sachsen nach verflossener Pestzeit angestellten allgemeinen großen DANK=FESTE / war der VI. Sontag Trinitatis 1681. der Christlichen Gemeine zu Sanct Thomas in Leipzig / zum exempel schuldiger nachfolge vorgestellet / von JO. BENEDICTO CARPZOV, Doct.Prof.Publ. und Pastore. Leipzig, Fried. Lanckische Erben, 1681. Druck Christoph Günther.
- Horae Hebraicae et Talmudicae In Quatuor Evangelistas, Leipzig 1684.
- Indroductio in Theologiam Judaiam et lectionem Raymundi aliorumque id genus autorum, Leipzig und Frankfurt 1687.
- Imagio Pietismi, 1692.
- Außerlesene Trost= und Leichen=Sprüche/bey unterschiedenen begräbnissen…, Leipzig 1694.
- Auserlesene Tugendsprüche aus der Heiligen Schrift, Leipzig 1692.
- De jure decidendi controversias, Leipzig 1695.
- Collegium rabbinico-biblicum in libellum Ruth, Leipzig 1709.